# الشسهایم-ایلینگن
الشسهایم-ایلینگن (به آلمانی: Elchesheim-Illingen) یک شهر در آلمان است که در Rastatt واقع شده‌است. الشسهایم-ایلینگن ۳٬۲۷۶ نفر جمعیت دارد.